# Pyrisitia euterpiformis
Pyrisitia euterpiformis är en fjärilsart som beskrevs av Munroe 1947. Pyrisitia euterpiformis ingår i släktet Pyrisitia och familjen vitfjärilar. Inga underarter finns listade.